# Chalcoparia singalensis
Chalcoparia singalensis (Gmelin, 1788)  conocida también como suimanga carirrubí, es una especie de ave paseriforme de la familia Nectariniidae. Es el único miembro del género Chalcoparia.

## Distribución y hábitat
Se encuentra en Bangladés, Bután, Brunéi, Camboya, China, India, Indonesia, Laos, Malasia, Birmania, Nepal, Tailandia y Vietnam. Su hábitat natural son las selvas húmedas tropicales y los manglares. 
Su dieta se compone principalmente de artrópodos e insectos.